# Las siete maravillas
Las siete maravillas : una novela sobre el Mundo Antiguo (título original en inglés, The Seven Wonders) es una novela histórica del escritor estadounidense Steven Saylor, publicada primero por St. Martin's Press en 2012. Es el decimotercer libro en su serie de misterio Roma Sub Rosa ambientadas en las últimas décadas de la República Romana, aunque cronológicamente estaría la primera. La novela está formada por una serie de cuentos interconectados, y el principal personaje es el detective romano Gordiano el Sabueso.

## Sinopsis
Se sitúa en el año 92 a. C. El joven Gordiano tiene dieciocho años, y acaba de convertirse en hombre. Emprende el viaje de su vida, junto con su maestro y amigo Antípatro de Sidón para ver las Siete maravillas del Mundo Antiguo. A lo largo de la ruta se ve involucrado en varios misterios y asesinatos que tiene que ayuda a resolver, mientras comienza a sospechar que una conspiración aún más siniestra se está desarrollando en torno a él. El telón de fondo de la novela es el latente conflicto entre Roma y Mitrídates VI del Ponto.

### Preludio en Roma. El muerto que no lo era
(Marzo del 92 a. C.)

Después de que Gordiano celebre su decimoctavo cumpleaños, deja Roma para viajar en busca de las siete maravillas del Mundo Antiguo en compañía de su tutor, el poeta Antípatro, que ha fingido su propia muerte con la ayuda del padre de Gordiano para escapar de la atención de las autoridades romanas.

### Algo que ver con Diana
(Abril de 92 a. C.)

Gordiano y Antípatro visitan el Templo de Artemisa en Éfeso, donde Gordiano investiga la muerte misteriosa de una joven durante la procesión sagrada en honor de la diosa Artemisa.

### Las viudas de Halicarnaso
(Abril–agosto de 92 a. C.)

En Halicarnaso visitan el fabuloso Mausoleo, y Gordiano conoce a dos viudas sospechosas de haber asesinado a sus maridos.

### O Tempora! O Mores!¡Olimpiada!
(Agosto-septiembre de 92 a. C.)

En Olimpia los dos asisten a la 172.ª Olimpiada, y ven la magnífica estatua de Zeus. Gordiano debe demostrar la inocencia de un atleta sospechoso de asesinato.

### Interludio en Corinto. La maldición de la bruja
(Septiembre de 92 a. C.)

Al pasar por las ruinas de la ciudad de Corinto, destruida medio siglo atrás durante la guerra aquea, Gordiano y Antípatro se ven implicados en un espantoso asesinato de un grupo de turistas y soldados romanos. A

### El galo monumental
(Otoño e invierno de 92 a. C.)

En la ciudad de Rodas la pareja ve los restos caídos del Coloso, e investigan la destrucción de un antiguo modelo de escayola de la estatua gigantesca.

### Estigia y las piedras
(Primavera de 91 a. C.)

Al visitar la antigua Babilonia y ver las enormes murallas y los famosos Jardines Colgantes, Gordiano se ve atrapado en la historia de un fantasma que se convierte en el misterio de un asesinato. 

### El regreso de la momia
(Junio de 91 a. C.)

Cuando visitan la antigua ciudad de Menfis y la necrópolis de Giza, Gordiano y Antípatro ver la más antigua y grande de las maravillas, la Gran Pirámide, y el Sabueso debe resolver el Enigma de la Esfinge.

### Lo hacen con espejos
(Verano de 91 a. C.)

En la gran metrópolis de Alejandría, visitan el Gran Faro y la Gran Biblioteca, y Gordiano empieza a sospechar que su maestro está implicado en un complot homicida.

### Epílogo en Alejandría. La Octava Maravilla
(Marzo de 90 a. C.)

Gordiano decide quedarse un tiempo en Alejandría, donde cumple veinte años y compra una bella esclava de mal carácter llamada Bethesda.